# Timurbugha
Timurbugha, död 1475, var en egyptisk monark. Han var regerande sultan i Mamluksultanatet Egypten mellan 1467 och 1468.